# 尾上神社

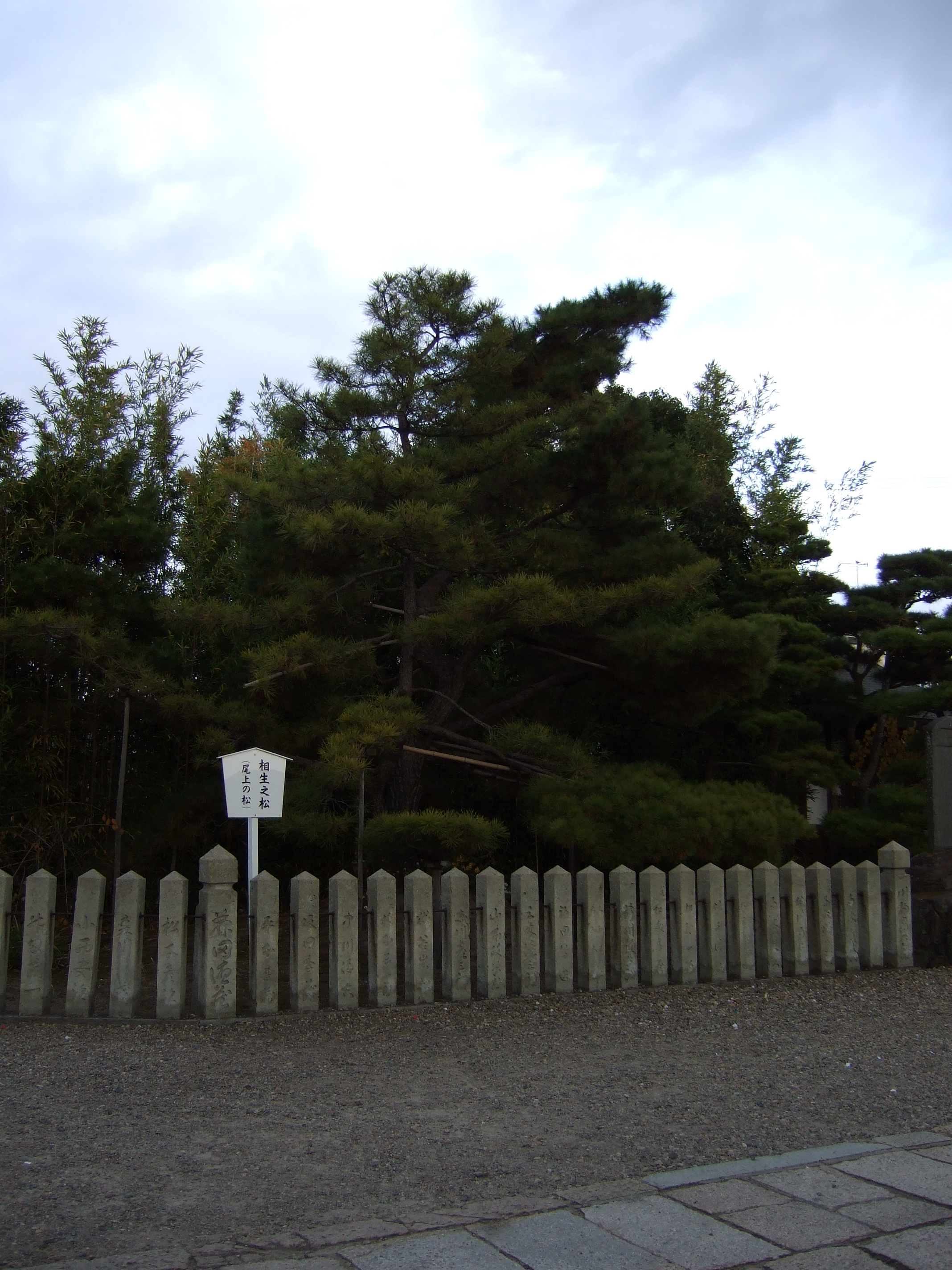
相生之松

尾上神社（おのえじんじゃ）は、兵庫県加古川市にあり住吉四所を祀っている神社。

## 概要
神功皇后が三韓征伐の際に、この地に上陸したが長雨のために船を進めることが出来なかったため、「鏡の池」で潔斎沐浴して晴天を祈願し、住吉大明神を勧請したことが、当神社の起源といわれる。
神社にある尾上の鐘とも呼ばれる梵鐘は国の重要文化財に指定されている。また、境内には高砂にも詠まれ天然記念物であった尾上の松（相生の松）があることでも有名である。現在は五代目の松である。
播磨風土記に「昔大帯日子命、幸行別媛之處、道辺有長田、刺云、長田哉、故日長田里」(長田は尾上神社の所在地)とみえ、古くから発達した土地で、「高砂」という地名は、むかしこの辺一帯の総称で、尾上神社はいわゆる「高砂の尾上」といわれ、古歌・謡曲にも必ず「高砂の尾上云々」とうたわれた名所である。

## 祭神
- 住吉大明神

## 文化財
- 重要文化財
  - 梵鐘
- 登録有形文化財[1]
  - 4棟

## 所在地
兵庫県加古川市尾上町長田字尾上林518

## アクセス
- 鉄道：山陽電気鉄道、尾上の松駅下車
- 正門前に駐車場あり

## 近隣情報
- 今福八幡神社